# Neufbosc
Neufbosc – miejscowość i gmina we Francji, w regionie Normandia, w departamencie Sekwana Nadmorska.
Według danych na rok 1990 gminę zamieszkiwało 251 osób, a gęstość zaludnienia wynosiła 49 osób/km² (wśród 1421 gmin Górnej Normandii Neufbosc plasuje się na 655. miejscu pod względem liczby ludności, natomiast pod względem powierzchni na miejscu 680.).